# Phymatarum
Phymatarum, monotipski biljni rod iz porodice kozlačevki dio tribusa Schismatoglottideae, potporodica Aroideae.
Jedina vrsta je P. borneense, polugrm i endem sa Bornea (Brunej)

## Vanjske poveznice
|  | Zajednički poslužitelj ima još gradiva o temi Phymatarum borneense |
|  | Wikivrste imaju podatke o taksonu Phymatarum                       |